# Slaka socken
Slaka socken i Östergötland ingick i  Hanekinds härad (före 1890 även delar i Valkebo härad), uppgick 1967 i Linköpings stad och området ingår sedan 1971 i Linköpings kommun och motsvarar från 2016 Slaka distrikt.
Socknens areal är 33,40 kvadratkilometer varav 33,29 land. År 2000 fanns här 7 701 invånare. En del av Linköping och en del av tätorten Slaka med sockenkyrkan Slaka kyrka ligger i socknen. 

## Administrativ historik
Slaka socken har medeltida ursprung. 
före 1890 låg delar av socknen i Valkebo härad som därefter ingick i Hanekinds härad: Bröttjestad, Berga, Karstorp, Normestorp, Naterstad, Röby, Stora Åby, Lilla Kullstad, Haddorp, Töllstorp jämte fem utjordar.
Vid kommunreformen 1862 övergick socknens ansvar för de kyrkliga frågorna till Slaka församling och för de borgerliga frågorna till Slaka landskommun. Landskommunen inkorporerades 1952 i Kärna landskommun som 1967 uppgick i Linköpings stad som sedan 1971 uppgick i Linköpings kommun.
1 januari 2016 inrättades distriktet Slaka, med samma omfattning som församlingen hade 1999/2000.  
Socknen har tillhört samma fögderier och domsagor som Hanekinds härad.  De indelta soldaterna tillhörde   Första livgrenadjärregementet, Stångebro kompani och Andra livgrenadjärregementet, Vestanstångs kompani.

## Geografi
Slaka socken ligger närmast sydväst om Linköping. Socknen är en slättbygd på Östgötaslätten genomkorsad av en skogbevuxen rullstensås från nordväst till sydost.

## Fornlämningar

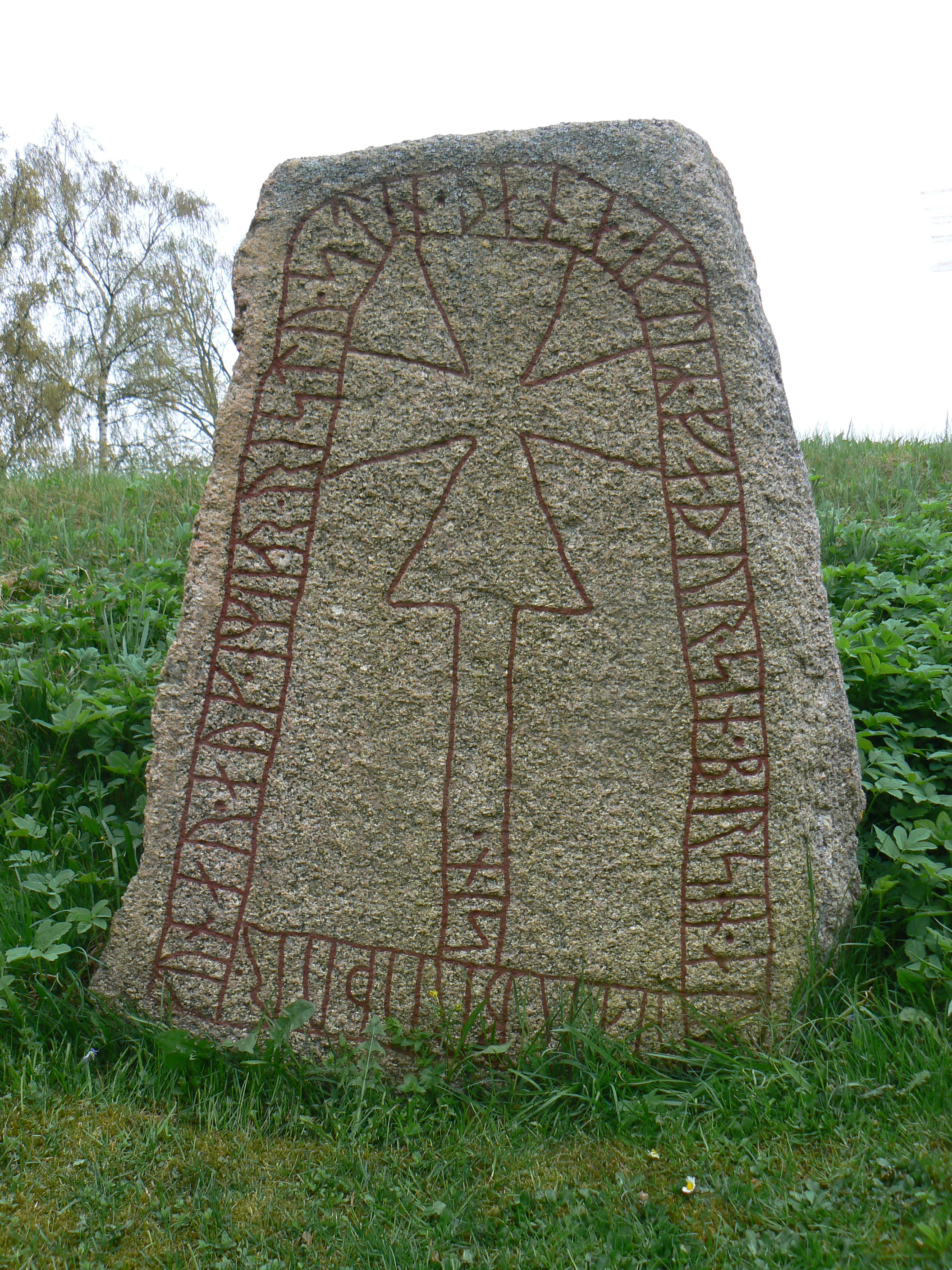
Östergötlands runinskrifter 118 vid kyrkan.

Kända från socknen är gravrösen från bronsåldern samt 18 gravfält, sex kilometer stensträngar, stensättningar och domarringar från järnåldern. Åtta runristningar är kända.

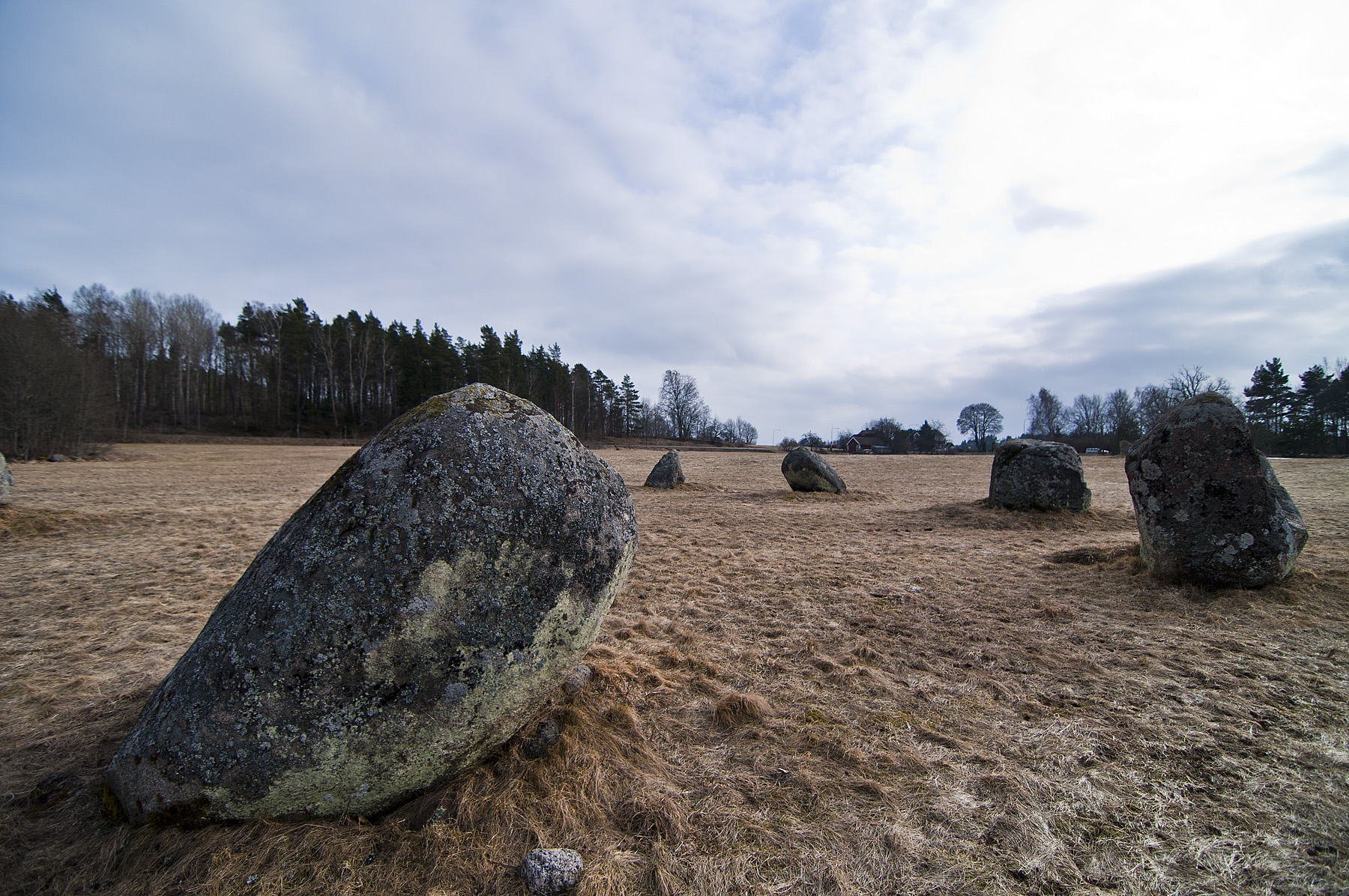
Domarring i Slaka, Linköping

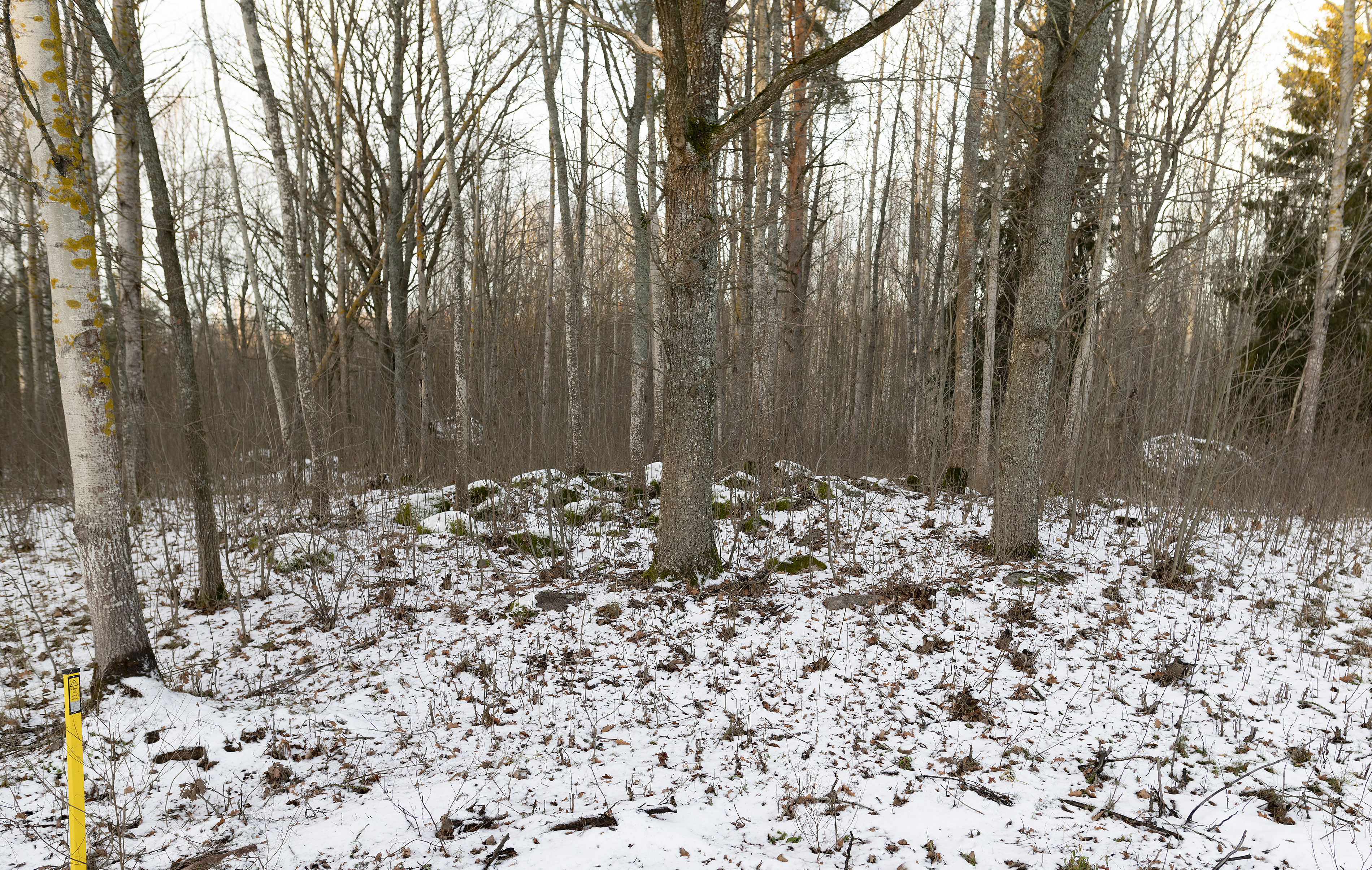
Stensättning vid Lilla Aska
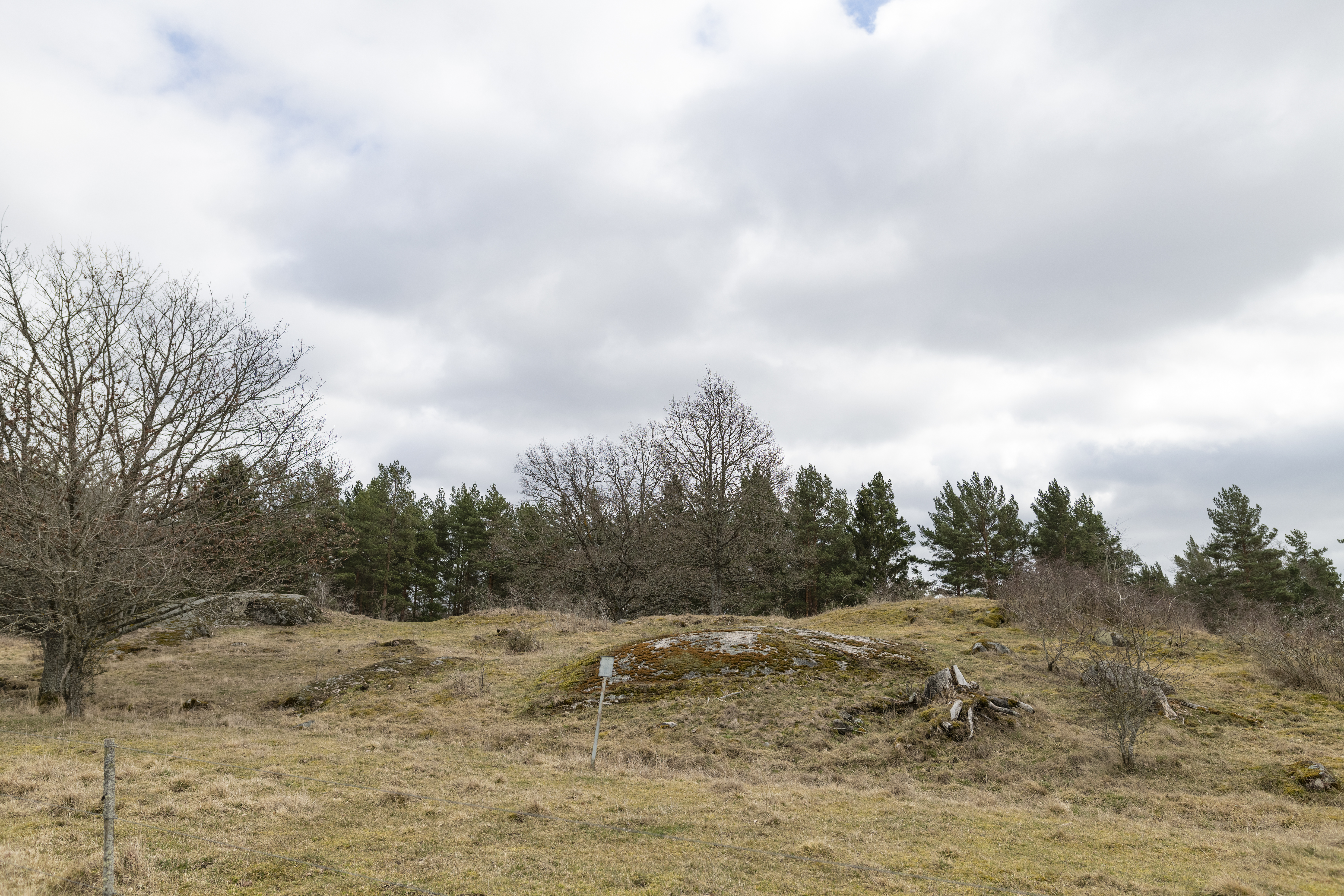
Gravfält vid Stora Aska
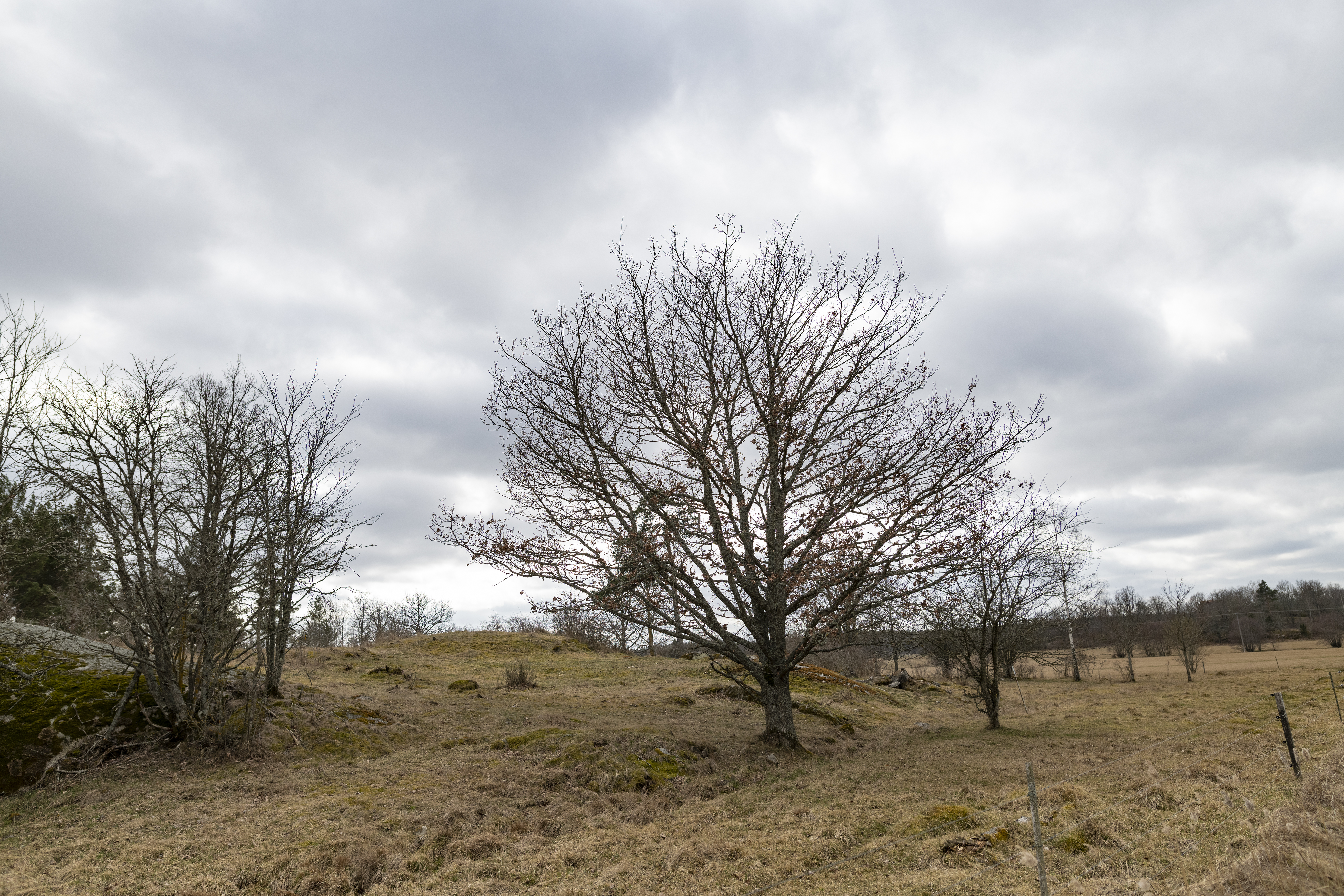
Gravfält vid Stora Aska
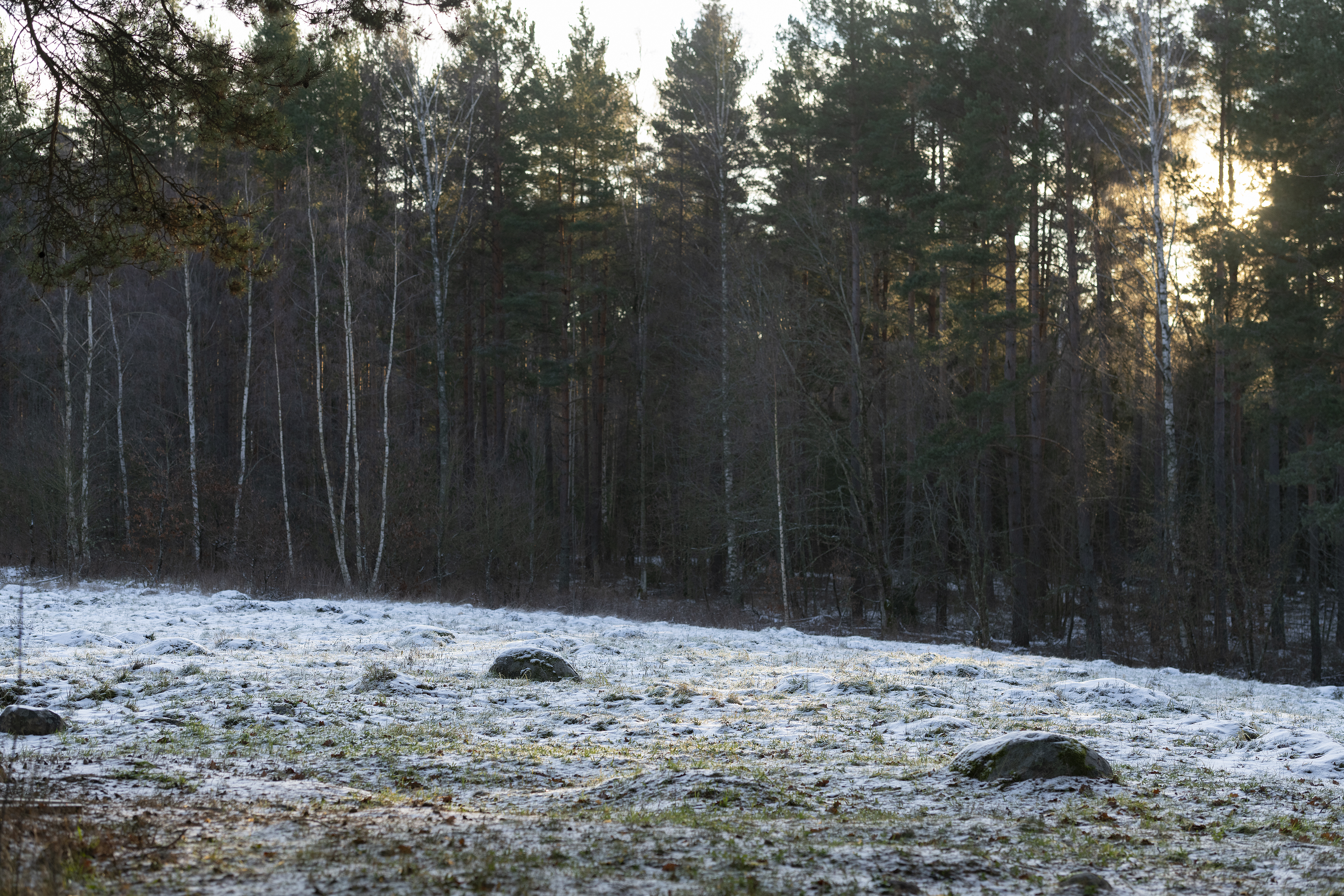
Gravfält vid Lambohov
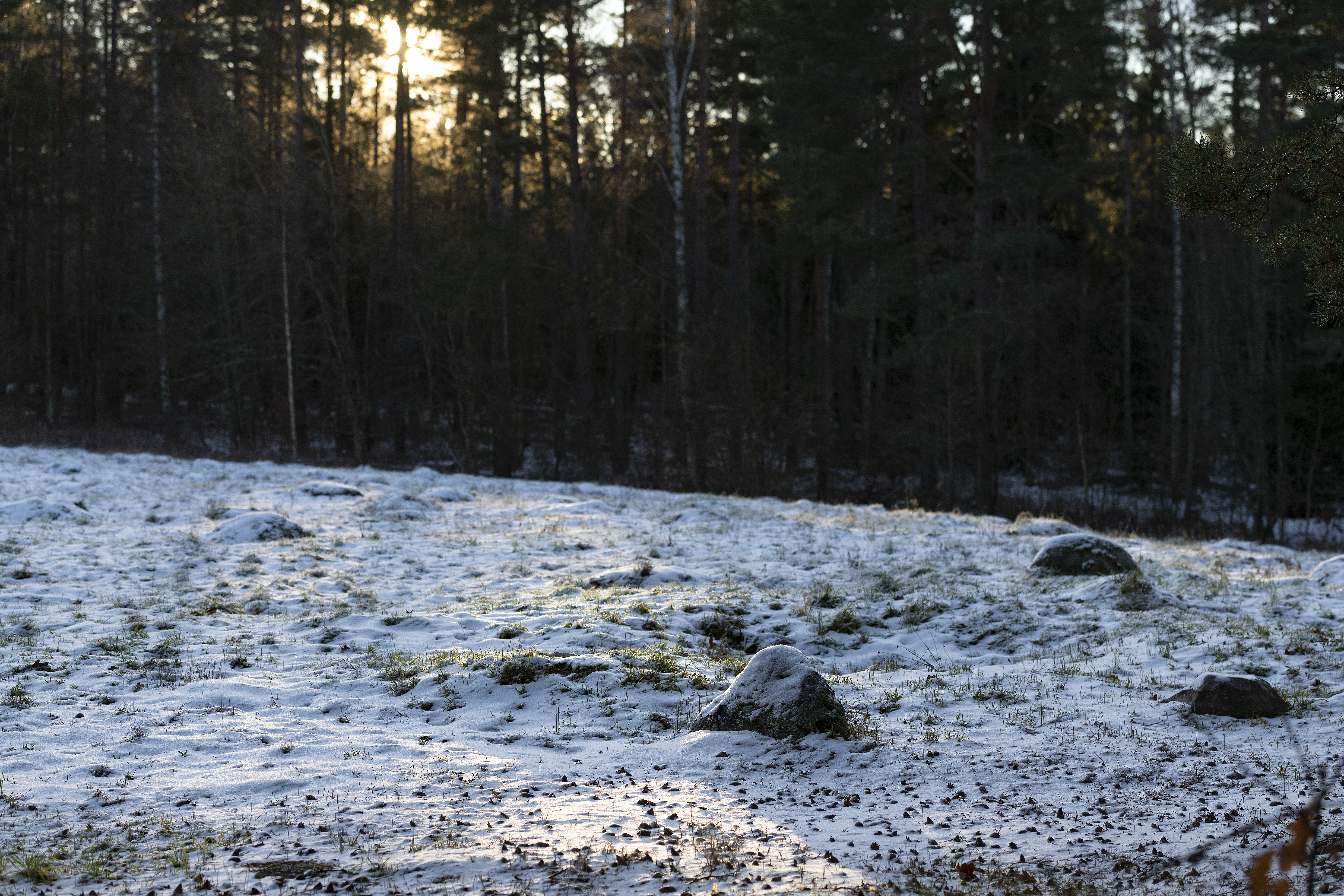
Gravfält vid Lambohov
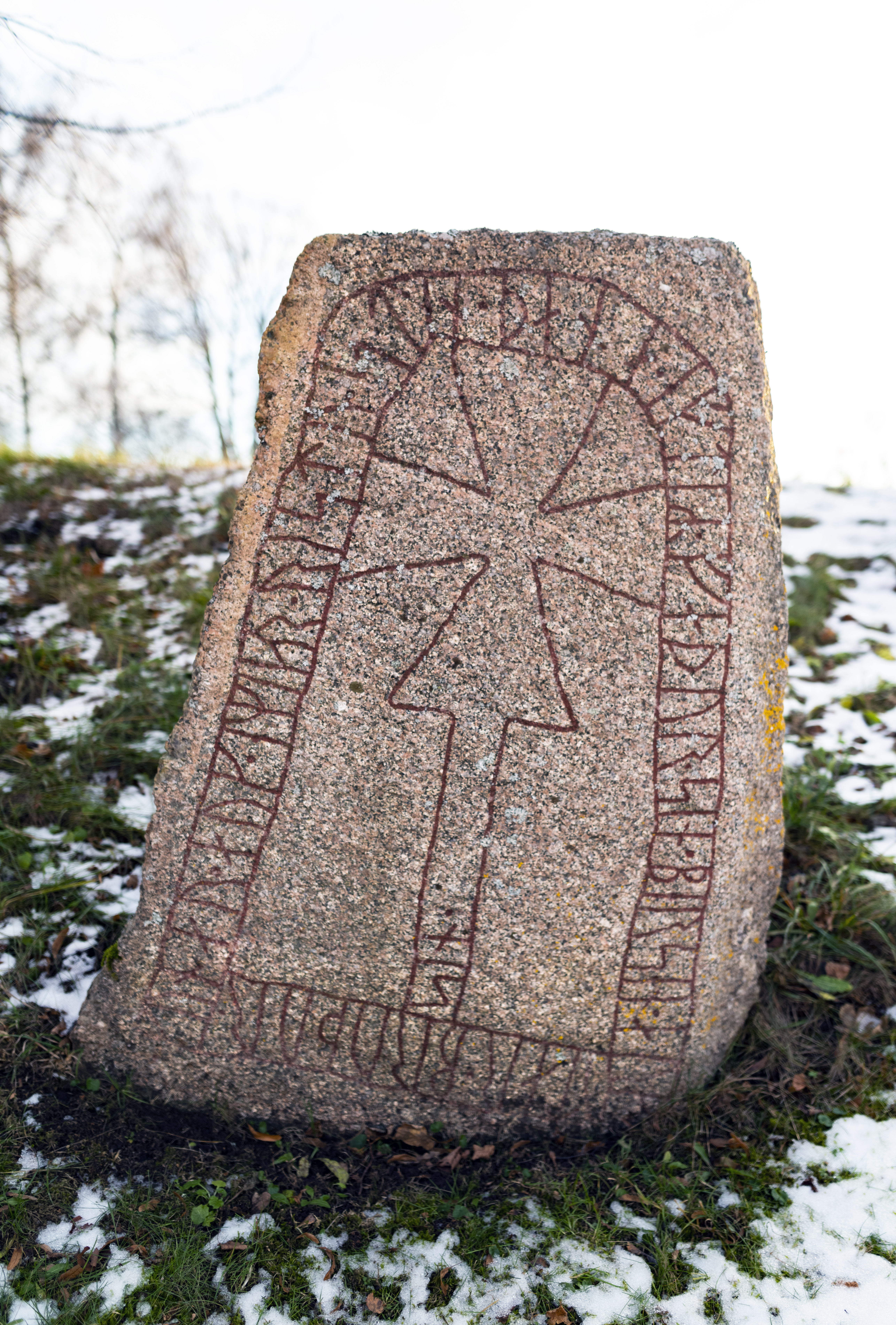
Runsten Ög 118
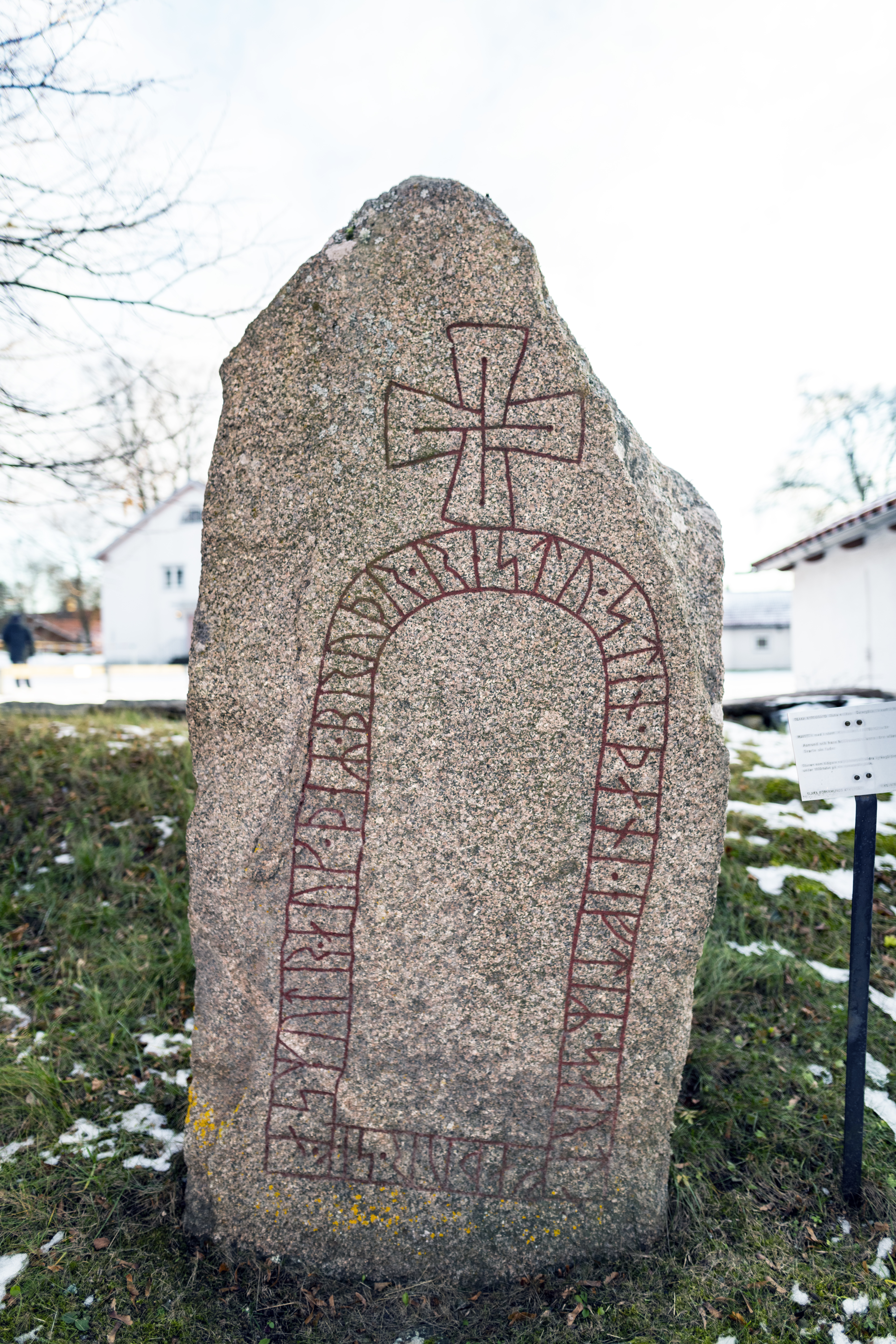
Runsten Ög 121
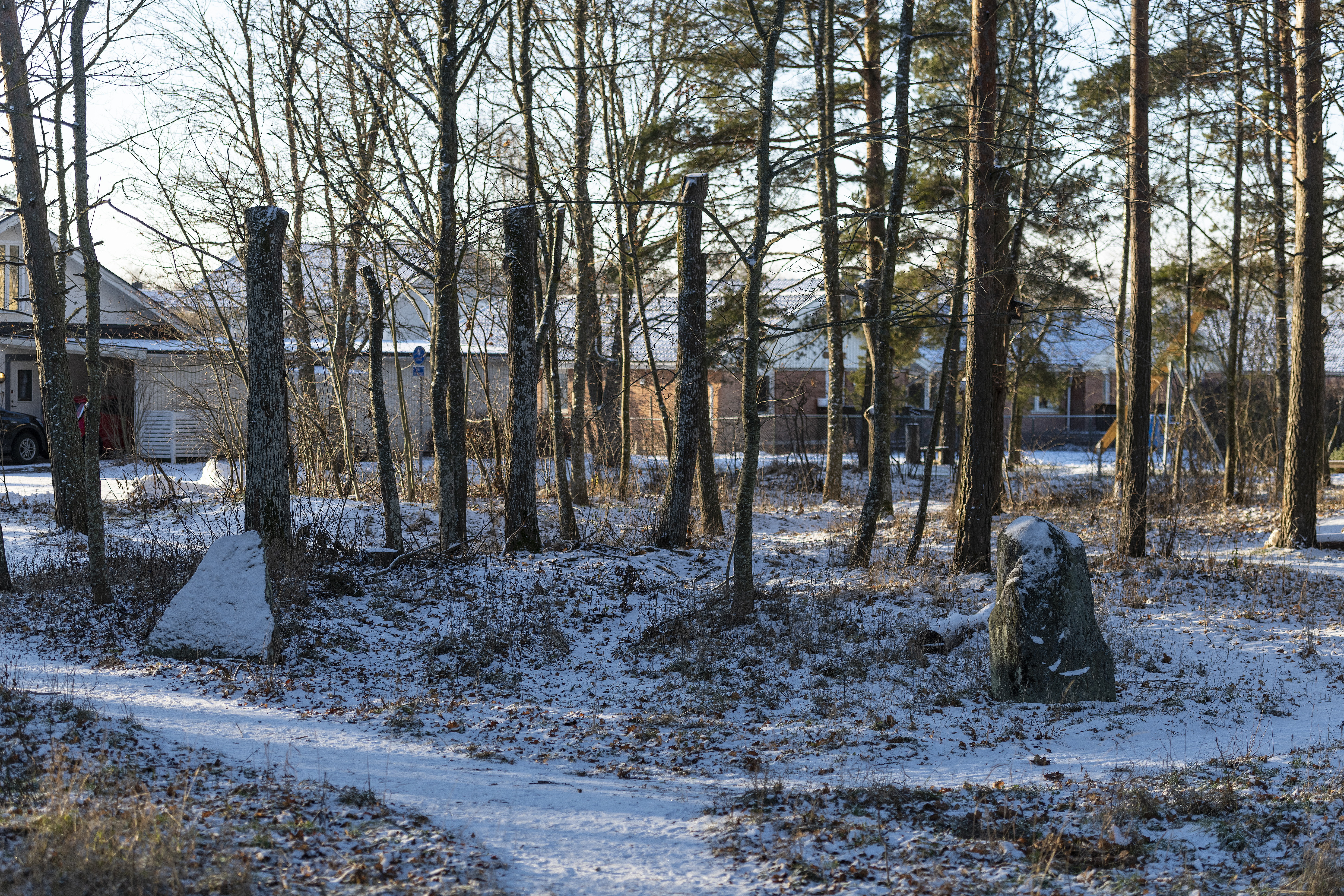
Resta stenar
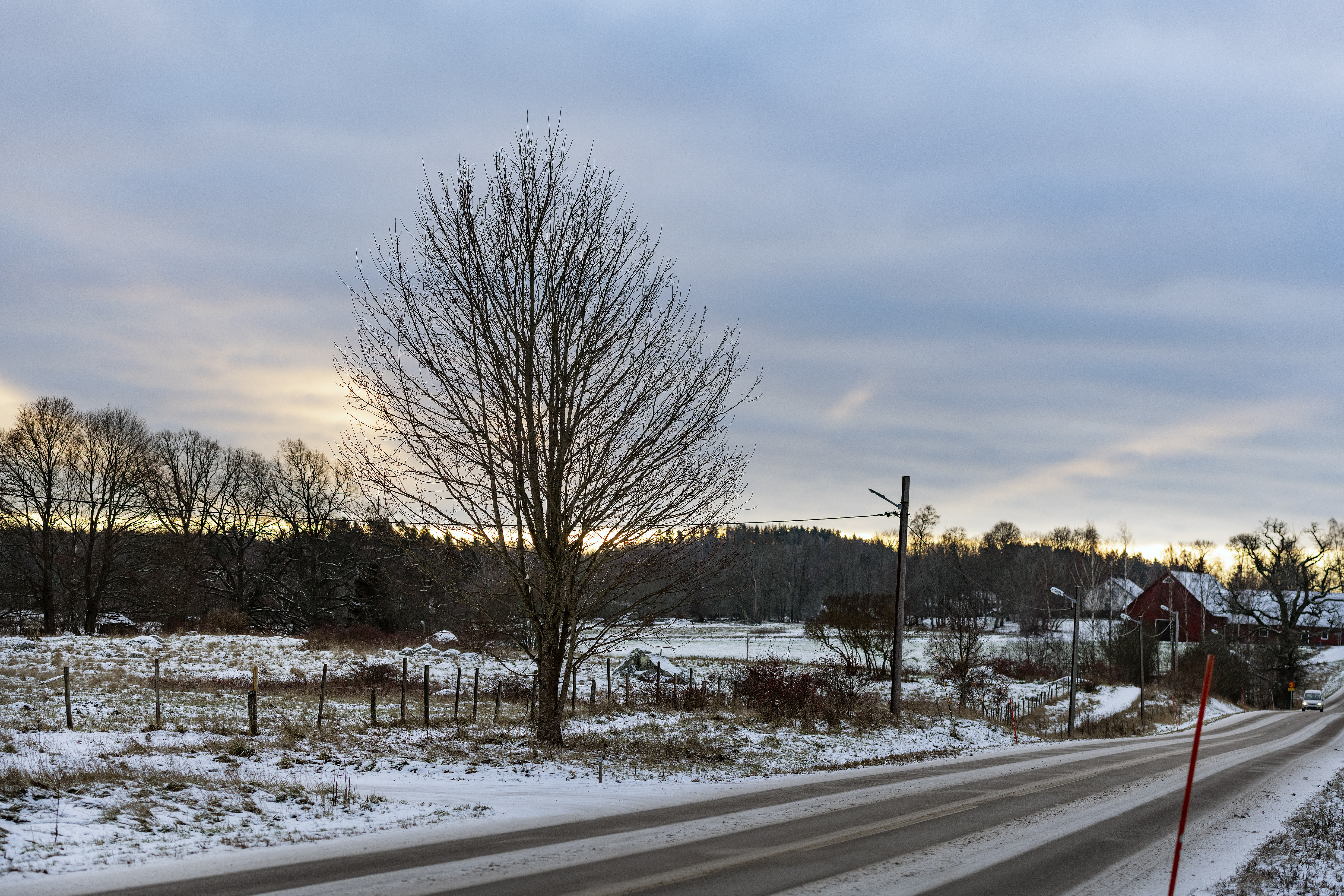
Gravfält vid Lambohov
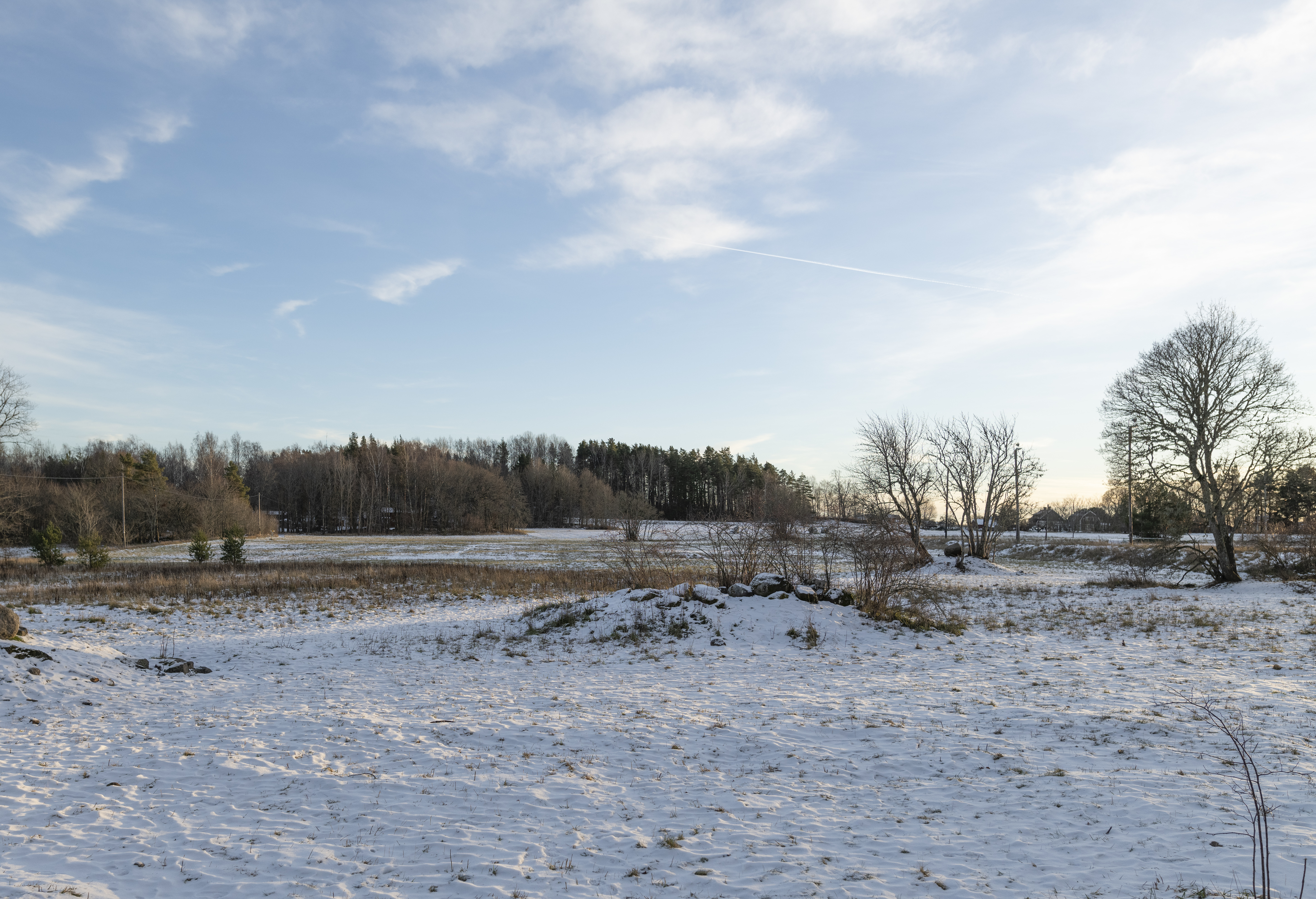
Gravhög vid Slaka skola
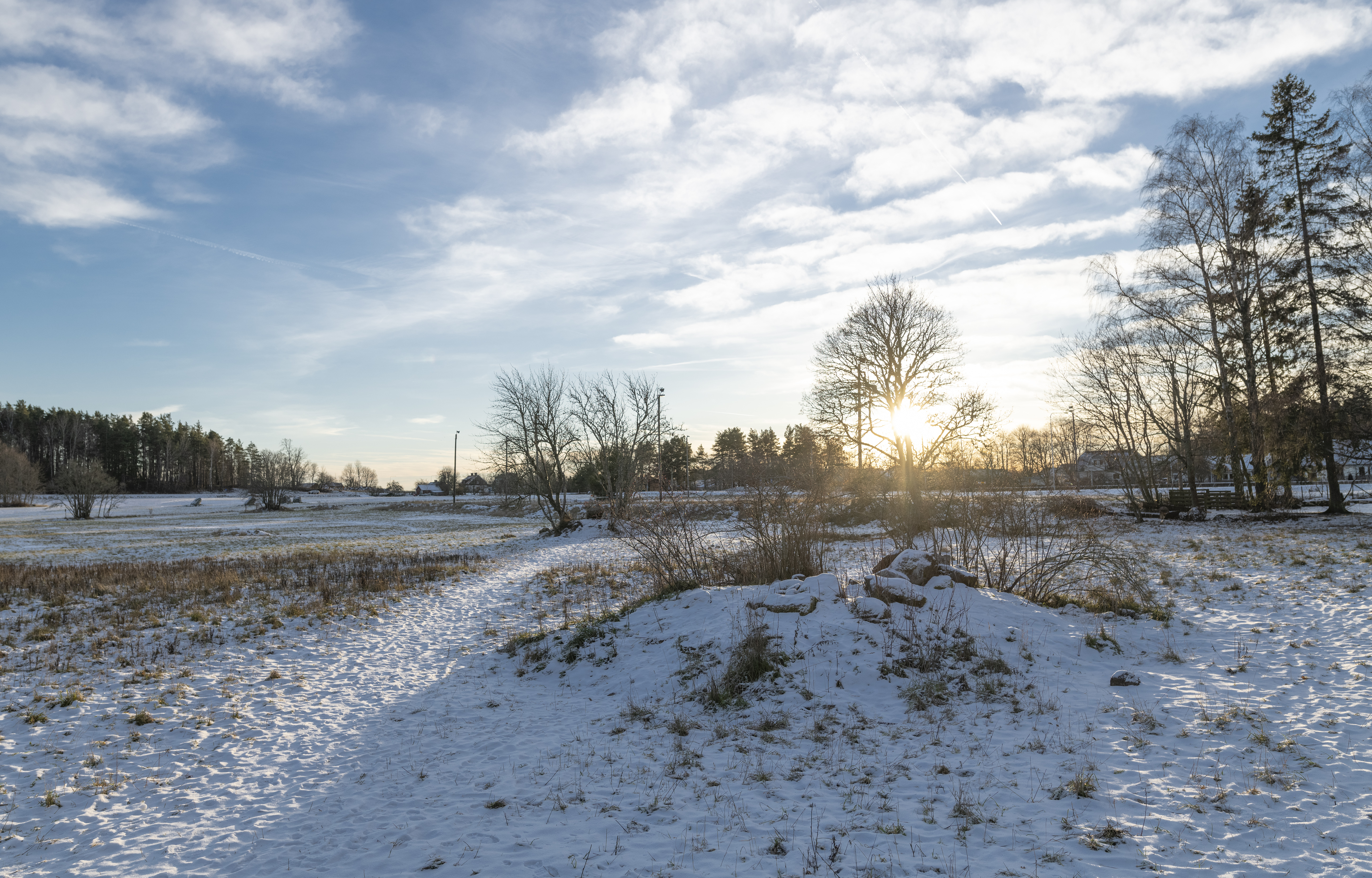
Gravhög vid Slaka skola
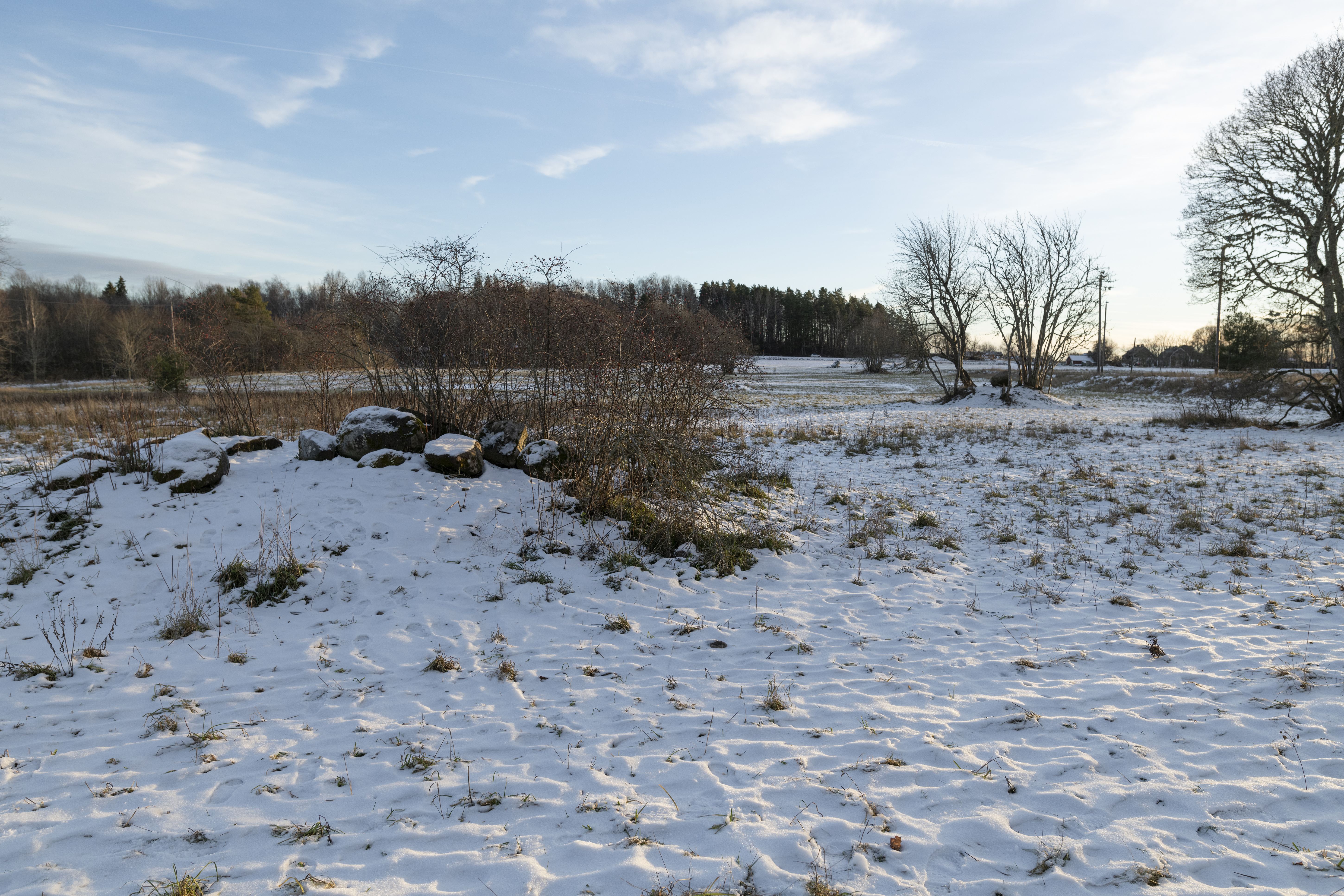
Gravhög vid Slaka skola
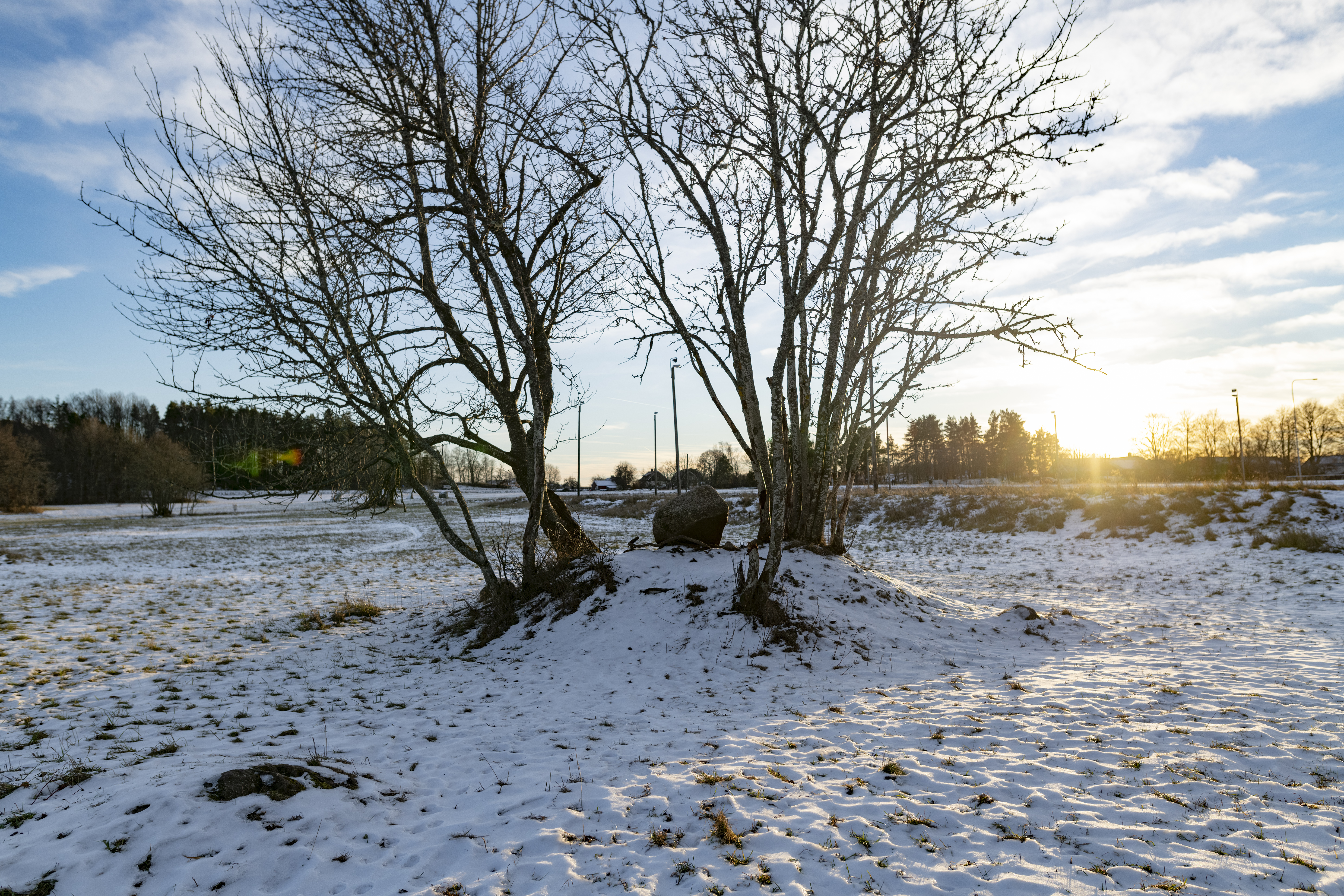
Gravhög vid Slaka skola
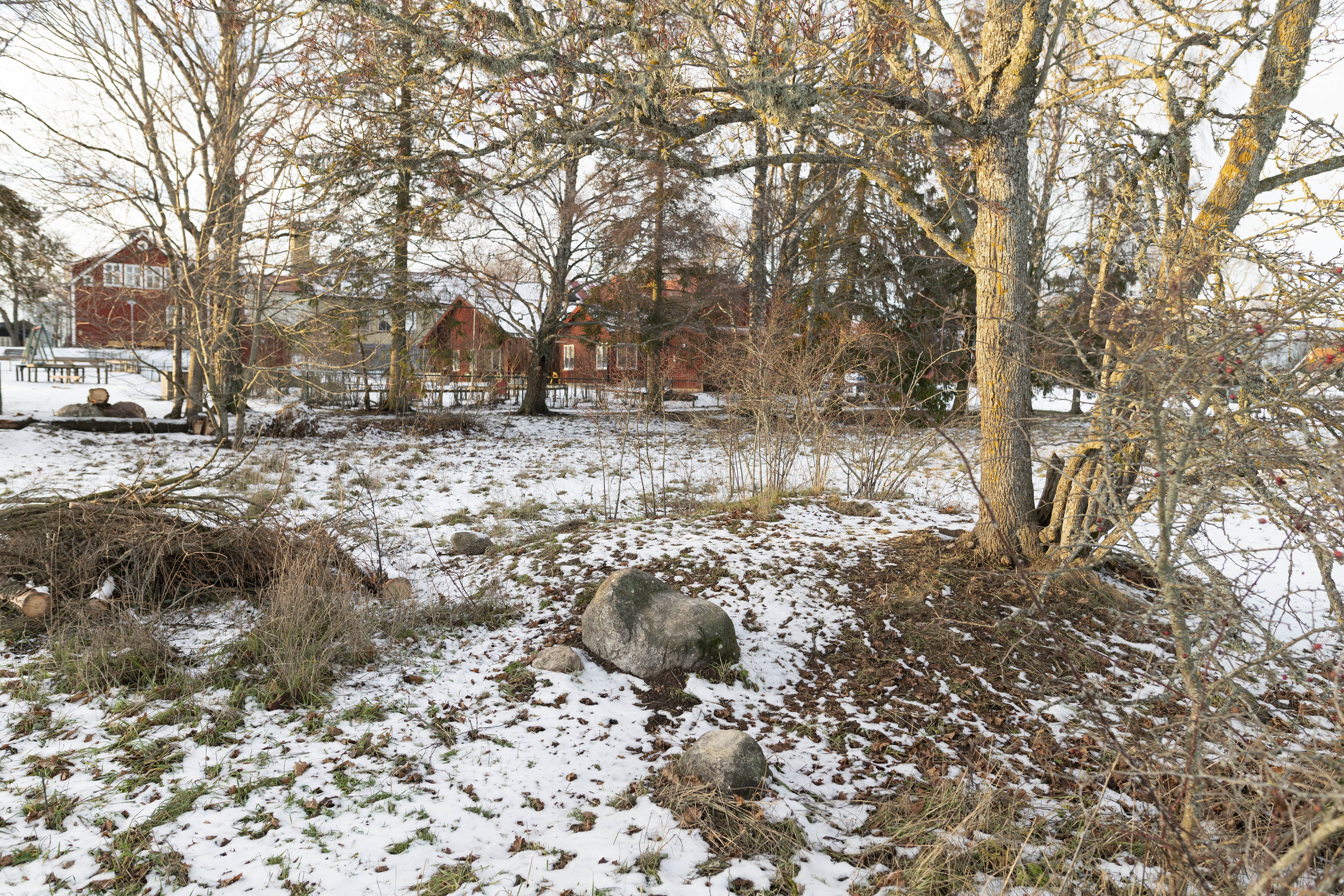
Gravhög vid Slaka skola
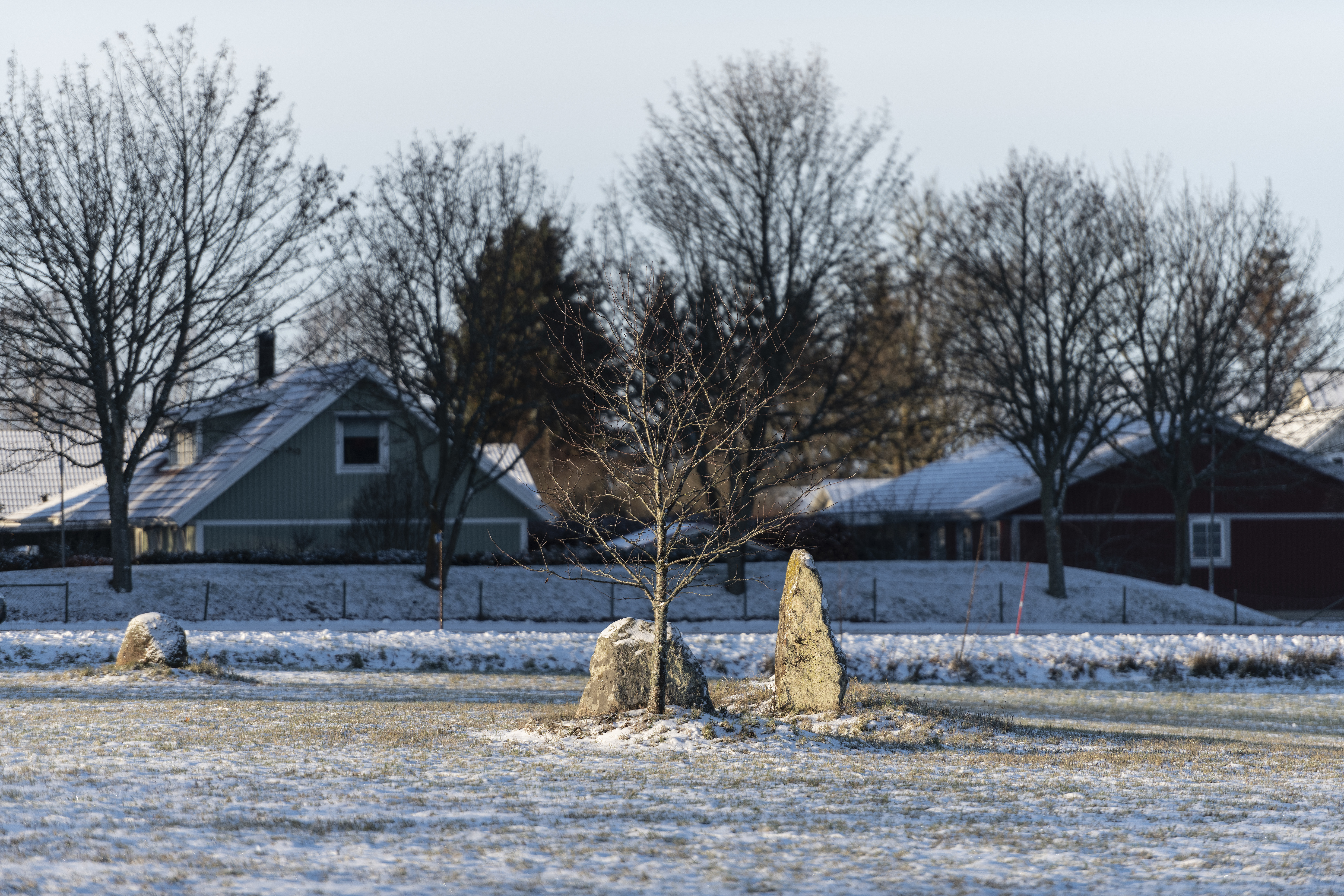
Resta stenar i Slaka
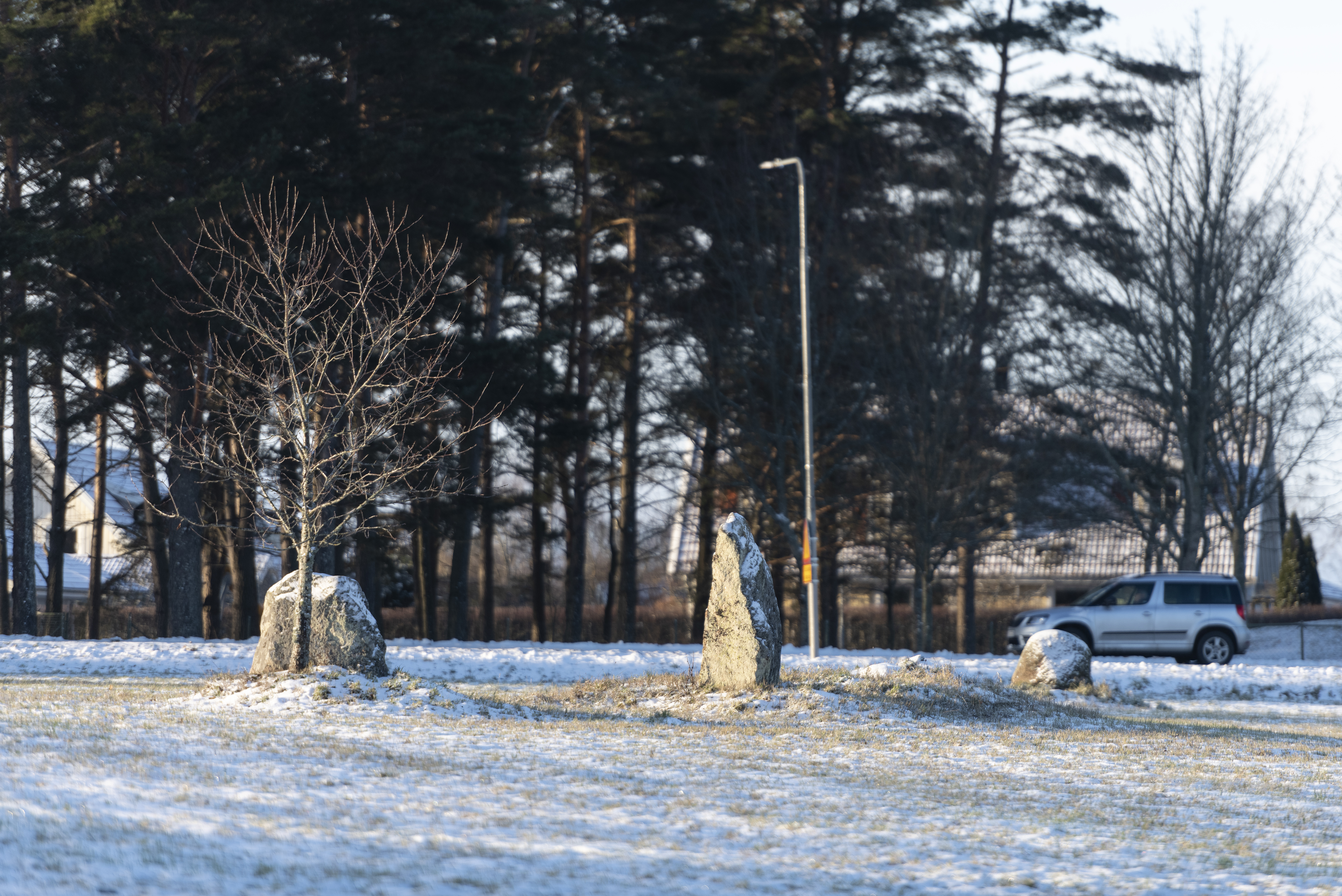
Resta stenar i Slaka
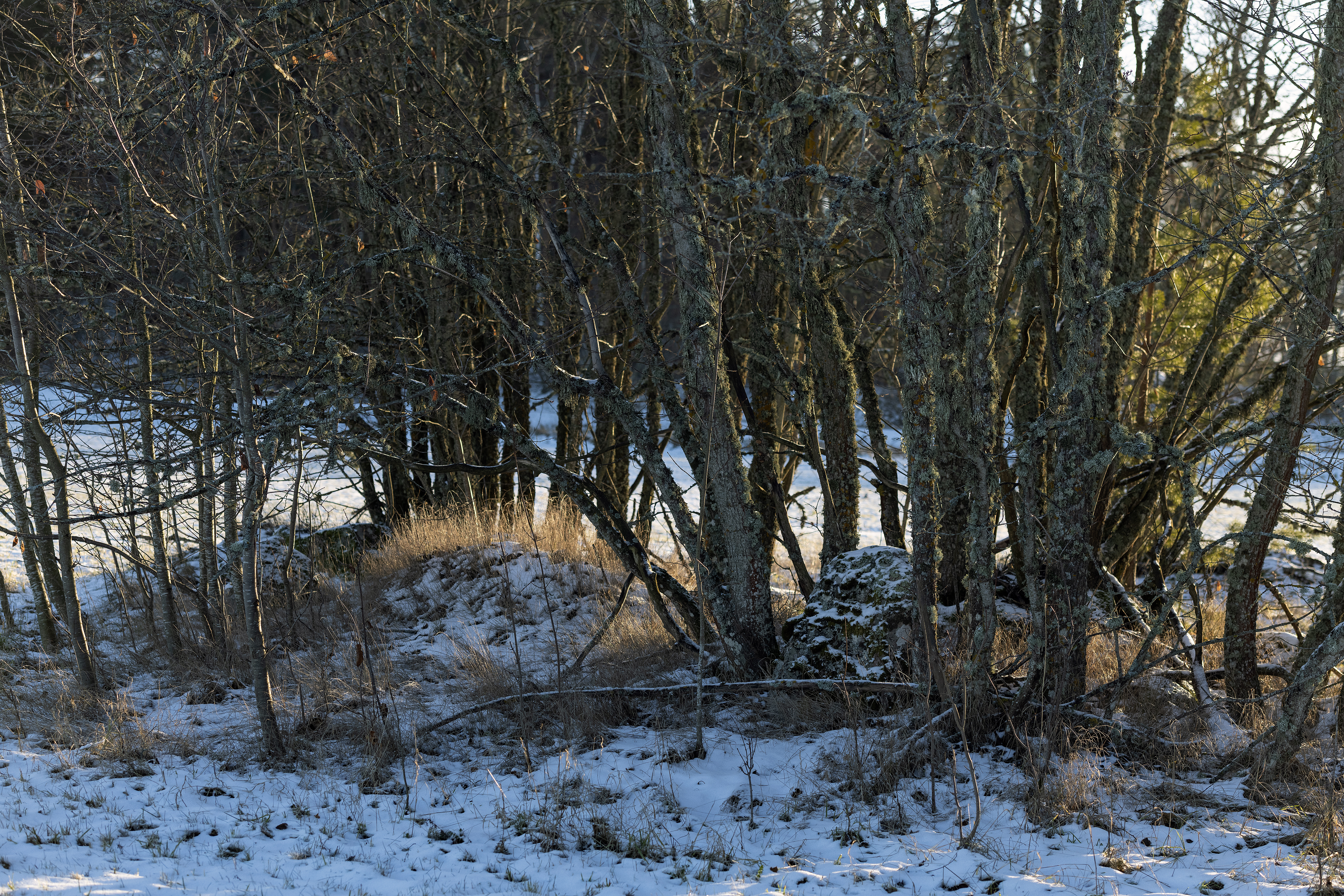
Resta stenar i Slaka
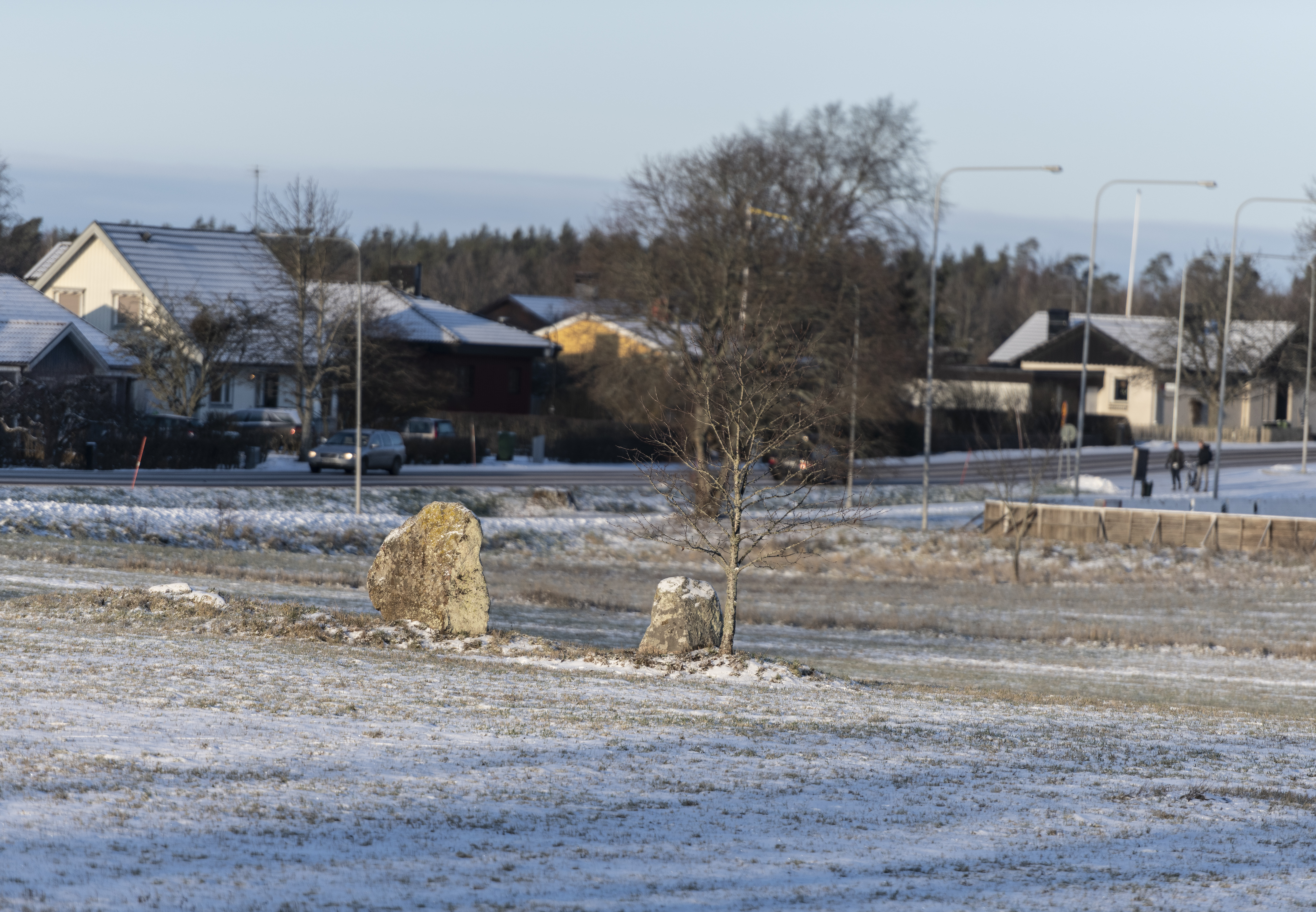
Resta stenar i Slaka
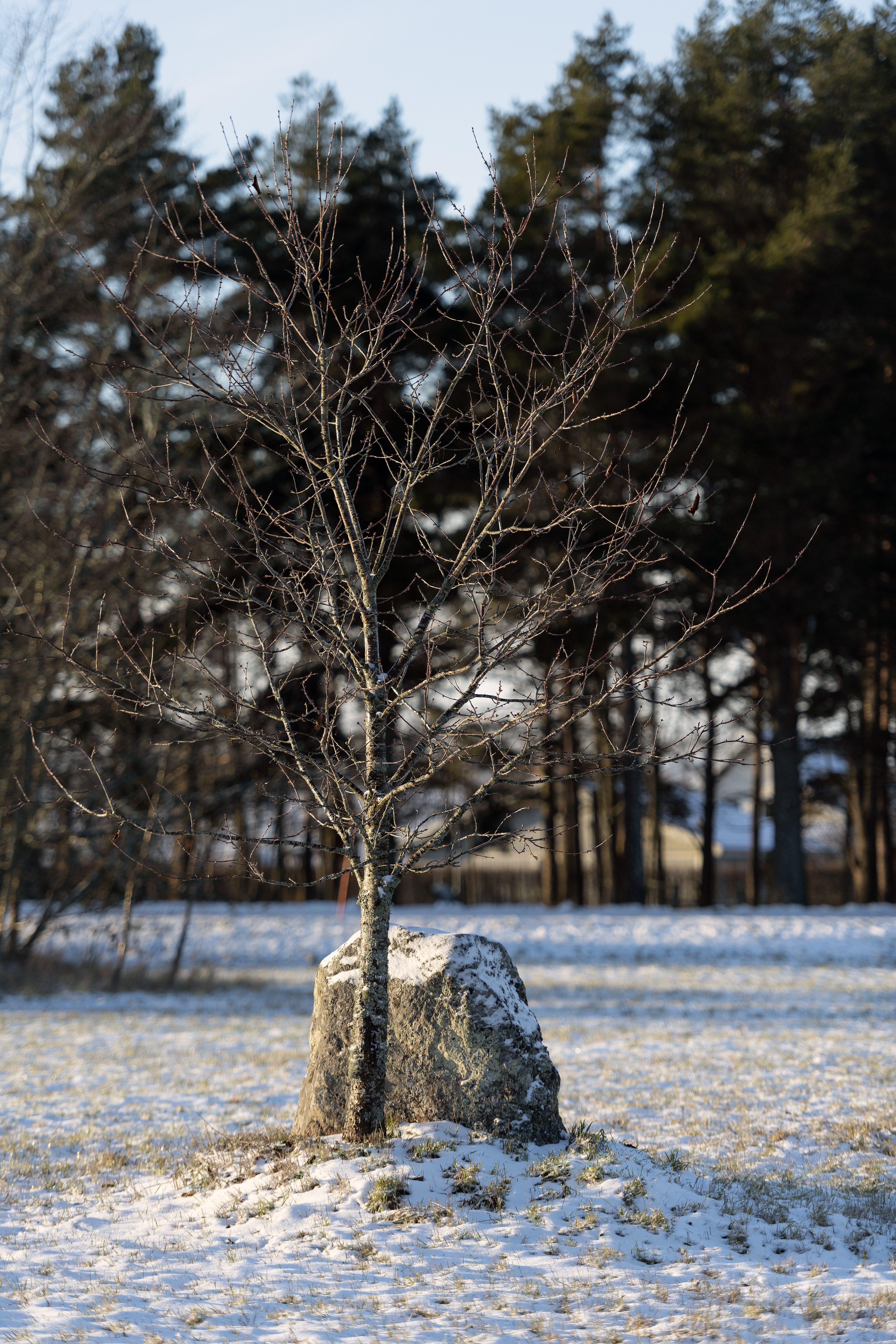
Resta stenar i Slaka
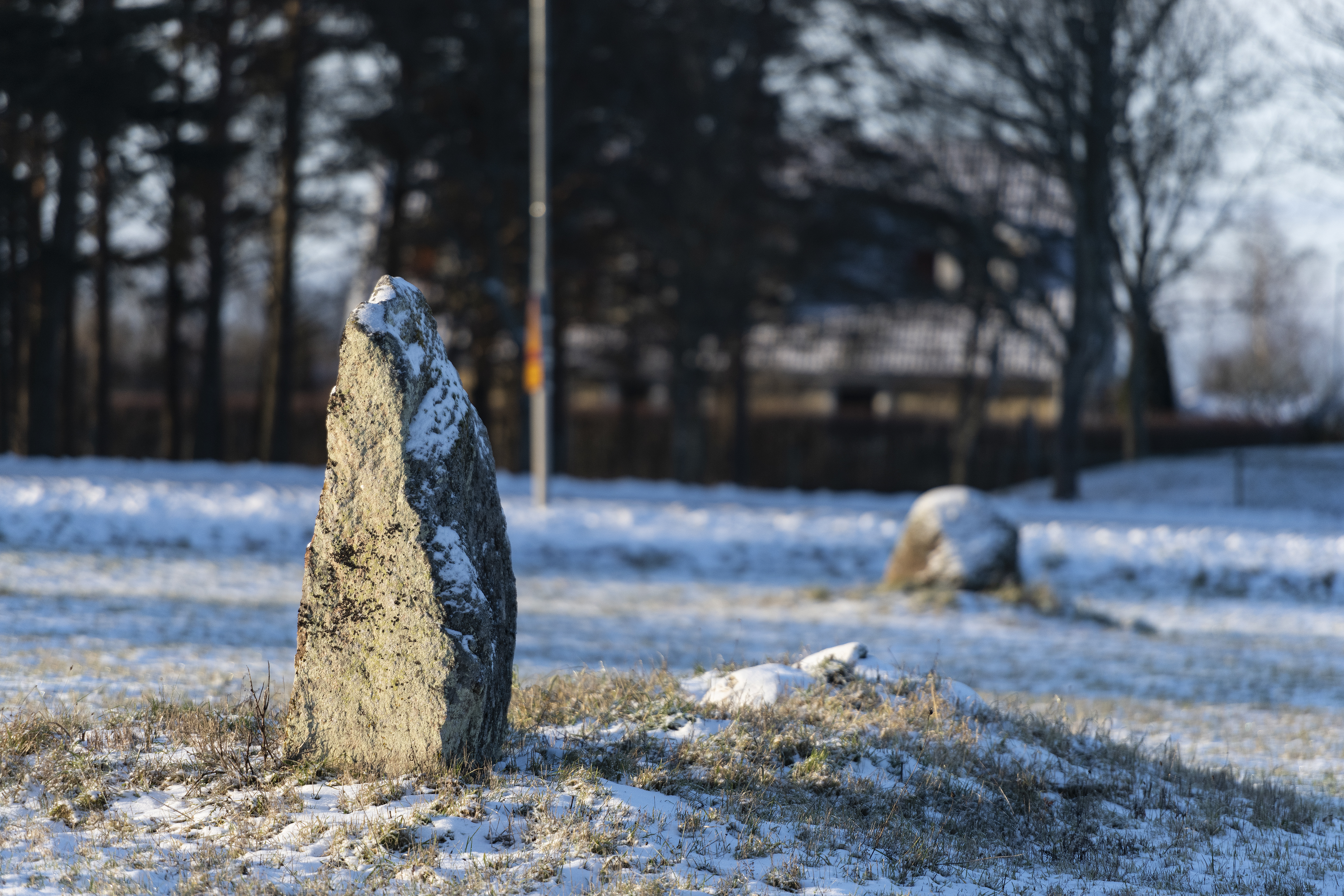
Resta stenar i Slaka
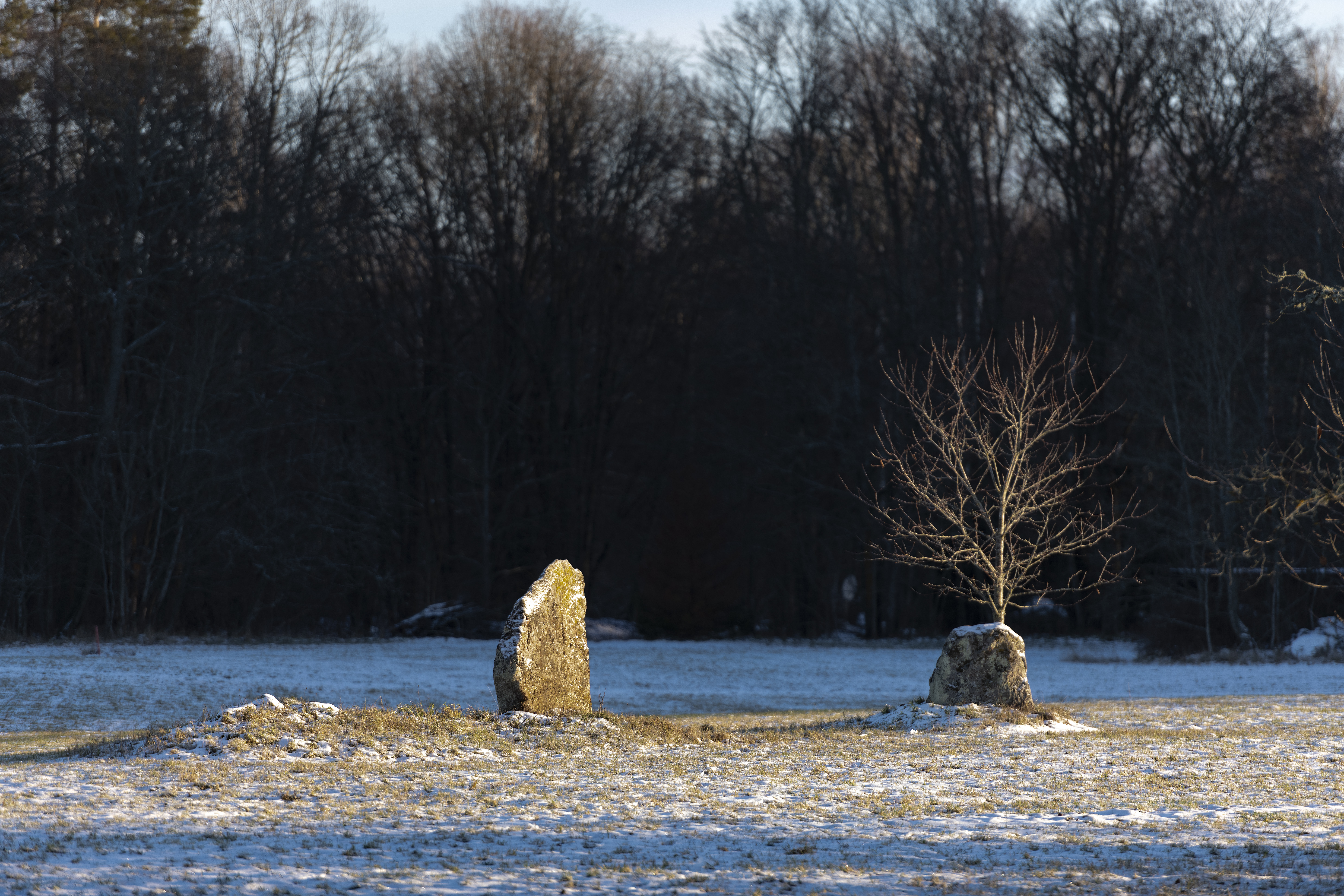
Resta stenar i Slaka
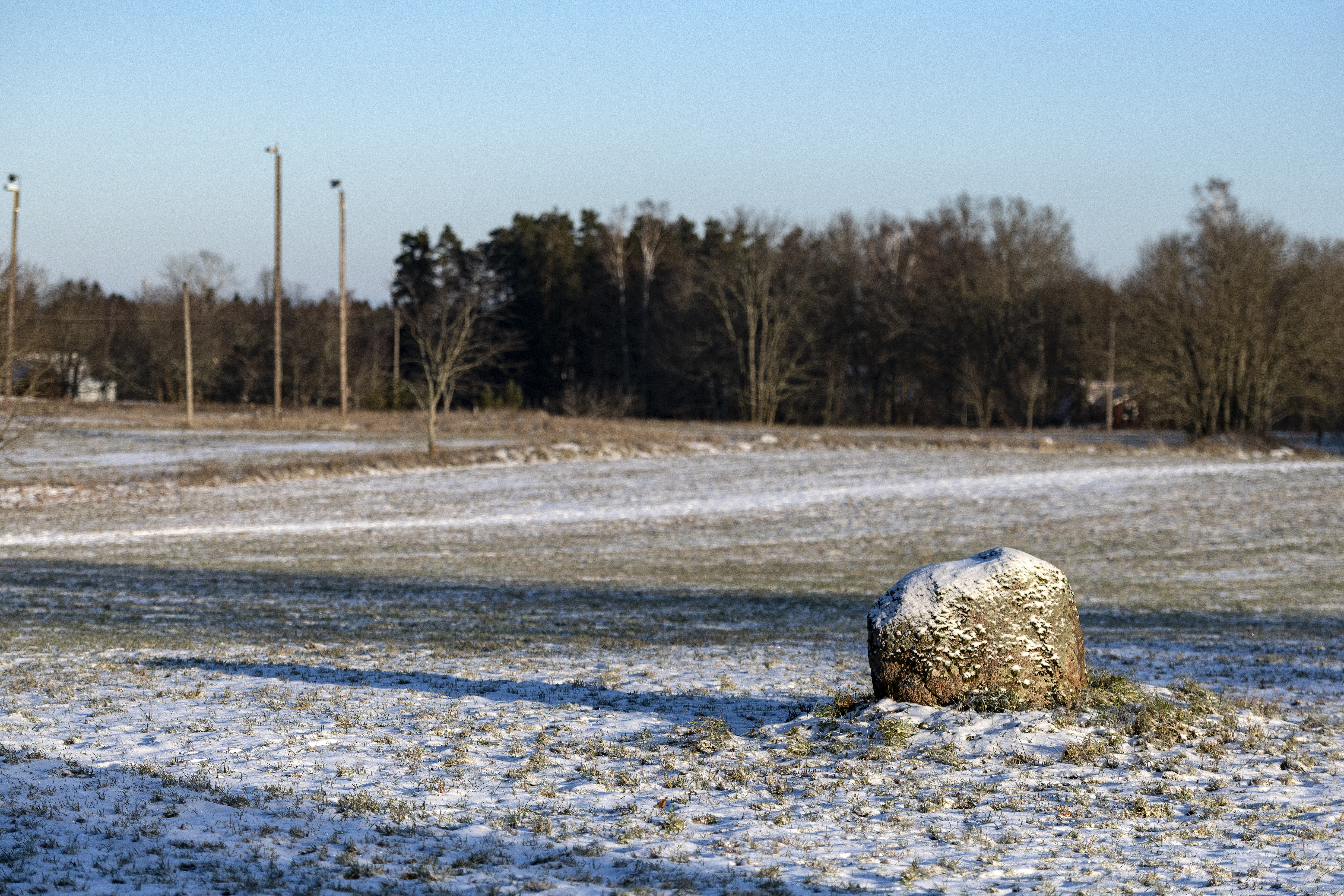
Resta stenar i Slaka
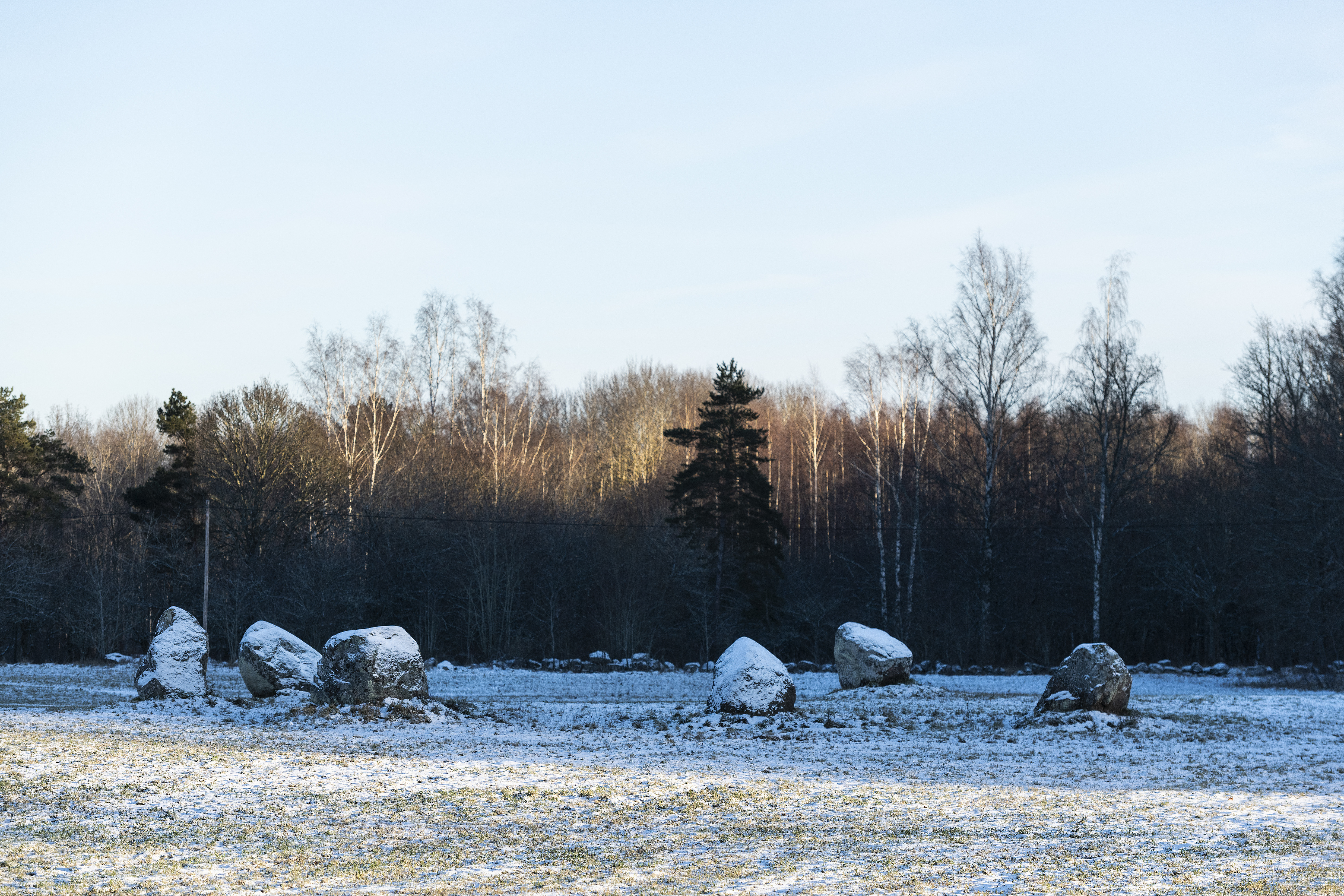
Domarring i Slaka

## Namnet
Namnet (1247 Slaku) kommer från en bebyggelse, sannolikt prästgården. Namnet är troligen slak, 'sluttande' syftande på sluttningen från kyrkan mot ån. Alternativt kan namnet härröra från ånamnet Slaka, 'den långsamma'.

### Fotnoter
1. 1 2  Svensk Uppslagsbok andra upplagan 1947–1955: Slaka socken
2. 1 2  Harlén, Hans; Harlén Eivy (2003). Sverige från A till Ö: geografisk-historisk uppslagsbok. Stockholm: Kommentus. Libris 9337075. ISBN 91-7345-139-8
3. ↑  Administrativ historik för Slaka socken (Klicka på församlingsposten). Källa: Nationella arkivdatabasen, Riksarkivet.
4. 1 2  Sjögren, Otto (1931). Sverige geografisk beskrivning del 2 Östergötlands, Jönköpings, Kronobergs, Kalmar och Gotlands län. Stockholm: Wahlström & Widstrand. Libris 9939
5. 1 2  Nationalencyklopedin
6. ↑  Fornlämningar, Statens historiska museum: Slaka socken
7. ↑  Fornminnesregistret, Riksantikvarieämbetet: Slaka socken Fornminnen i socknen erhålls på kartan genom att skriva in sockennamn (utan "socken") i "Ange geografiskt område"
8. ↑  Mats Wahlberg, red (2003). Svenskt ortnamnslexikon. Uppsala: Institutet för språk och folkminnen. Libris 8998039. ISBN 91-7229-020-X. https://isof.diva-portal.org/smash/get/diva2:1175717/FULLTEXT02.pdf